# Den amerikanske vännen
Den amerikanske vännen (originaltitel: Der amerikanische Freund) är en västtysk film från 1977 i regi av Wim Wenders.

## Handling
Den amerikanske konstskojaren Tom Ripley (Dennis Hopper) lever som förmedlare av förfalskad konst i Hamburg. Den sjuke rammakaren Jonathan Zimmermann (Bruno Ganz) från Hamburg erbjuds en stor summa pengar av den franska gangstern Raoul Minot för ett utföra ett mord. Zimmerman utgår först från att det hela rör sig om ett missförstånd, men bakom rekommendationen av Zimmerman som mördare ligger Tom Ripley. Orsaken till detta är en slags hämnd från Ripleys sida för att Zimmerman förolämpat Ripley. Visserligen tämligen lindrigt, men tillräckligt för Ripley. Zimmermann får erbjudandet att träffa specialister på American Hospital i Paris. Zimmermann luras av Raoul Minot att tro att han har blivit sjukare och inte har lång tid kvar att leva genom att Raoul Minot förfalskar läkarutlåtandet. Han vill säkra sin familjs ekonomi vid hans bortgång. De lever i en gammal rivningskåk i Hamburgs hamn omgärdad av öde rivningstomter.
Efter stor tvekan utför Zimmerman det efterfrågade mordet i Paris tunnelbana på stationen La Défense. Men när uppdragsgivaren begär att han skall begå ytterligare ett mord ombord på ett tyskt tåg har Ripley drabbats av samvetskval, och kommer lika oväntat som behövligt Zimmerman till hjälp vid det andra mordet. Zimmermann och Ripley mördar två gangsters ombord på tåget och slänger av dem i farten från TEE-tåget. 
Filmen fortsätter med att gangstrarna är ute efter Ripley och Zimmermann och söker upp dem i Hamburg. Zimmermann och Ripley tar sin tillflykt till Ripleys villa där de väntar in motståndarna. De dödar motståndarna som kommit i en ambulans med en skadad Minot med sig. Minot flyer fältet. Ripley och Zimmermann samt Zimmermanns fru färdas mot havet, Ripley kör ambulansen och makarna Zimmermann följer i sin röda Volkswagen-bubbla. Jonathan Zimmermann har blivit apatisk. På stranden vid Nordsjön tänder Ripley eld på ambulansen varpå Jonathan Zimmermann och hans fru kör ifrån platsen med Ripley springades efter dem. Zimmermann avlider sedan totalt utmattad i bilen på väg hem.

## Rollista
| Dennis Hopper | – Tom Ripley                |
| Bruno Ganz    | – Jonathan Zimmermann       |
| Lisa Kreuzer  | – Marianne Zimmermann       |
| Gérard Blain  | – Raoul Minot               |
| Nicholas Ray  | – Derwatt                   |
| Samuel Fuller | – Den amerikanske gangstern |
| David Blue    | – Allan Winter              |

## Om filmen
Filmen baserades på Patricia Highsmiths Ripley's Game: En man med onda avsikter. Wenders ville från början göra en film utifrån Highsmiths romaner, bland annat The Tremor of Forgery och  The Cry of the Owl men rättigheterna var redan sålda. Highsmith erbjöd då Ripley's game. Till skillnad från boken, som utspelar sig i Fontainebleau i Paris, flyttades handlingen till Hamburg. Zimmermanns ramverkstad är belägen på Langer Strasse på hörnet mot Kleines Pinnes i närheten av Reeperbahn. Ripleys residens är Säulenvilla. Filmen har senare nyinspelats in under namnet Ripley's Game, med få och små skiljande detaljer.
I filmen talar Jonathan Zimmerman tyska med sin fru, men i huvuddelen av filmen talas engelska. Detta var vid tiden nyskapande och vållade den tyska biografindustrins taldubbare stora problem. Något som regissör Wenders troligen var väl medveten om.[källa behövs]
Den amerikanske vännen fick Bundesfilmpreis pris i guld för bästa regi och klippning.
Filmer utmärker sig genom att alla gangstrar spelas av regissörer: Gérard Blain, Nicholas Ray och Samuel Fuller. Filmen spelades in under namnet Framed men sedan kom Hopper med förslaget Den amerikanske vännen. 
Ripley citerar sången "Ballad of Easy Rider" från Easy Rider och Bob Dylans "One More Cup of Coffee" och "I Pity the Poor Immigrant." Jonathan Zimmermann spelar eller sjunger sånger av The Kinks och i hans verkstad finns en Kinks-affisch.